# 白點斑蚊
白點斑蚊（學名：Aedes albolineatus），分布於海南島、台灣、印尼、印度、馬來西亞、菲律賓、越南、太平洋島嶼，棲於樹洞積水處。

## 介紹
頭頂中央有一白色斜方形，並延伸至兩眼間，兩側黑並各具一白縱線，側腹面呈白色；胸呈黑色，中胸楯片有一白縱線，延伸至翅基前，後端略粗；中胸小楯片銀白色；前胸側板、中胸腹側板上部和後胸側板白色，連成一寬縱線，腹側板下部具銀白色塊；翅暗黑色；足暗黑色，前足腿節後端有白色區，白色前端寬，後端為不連續線條，中後足有明顯膝白斑，中足腿節腹部具白縱線，後足腿節前1/2背部具黑線，其餘為白色；腹背板黑，第一節側背板呈白色，第二到七節有銀白側斑。